# Калгун (Джорджія)
Калгун (англ. Calhoun) — місто (англ. city) в США, в окрузі Гордон штату Джорджія. Населення — 16 949 осіб (2020).

## Географія
Калгун розташований за координатами 34°28′59″ пн. ш. 84°56′42″ зх. д. / 34.48306° пн. ш. 84.94500° зх. д. (34.483191, -84.945080).  За даними Бюро перепису населення США в 2010 році місто мало площу 38,92 км², з яких 38,67 км² — суходіл та 0,25 км² — водойми.

### Клімат
| Клімат : Калгун       | Клімат : Калгун | Клімат : Калгун | Клімат : Калгун | Клімат : Калгун | Клімат : Калгун | Клімат : Калгун | Клімат : Калгун | Клімат : Калгун | Клімат : Калгун | Клімат : Калгун | Клімат : Калгун | Клімат : Калгун | Клімат : Калгун |
| Показник              | Січ.            | Лют.            | Бер.            | Квіт.           | Трав.           | Черв.           | Лип.            | Серп.           | Вер.            | Жовт.           | Лист.           | Груд.           | Рік             |
| Середній максимум, °C | 10,0            | 12,8            | 17,8            | 22,8            | 26,7            | 30,6            | 32,2            | 31,7            | 28,9            | 23,3            | 17,2            | 12,2            | 22,2            |
| Середній мінімум, °C  | −2,2            | −0,6            | 3,3             | 7,8             | 12,2            | 16,7            | 18,9            | 18,3            | 14,4            | 7,8             | 2,8             | −1,1            | 8,3             |
| Норма опадів, мм      | 130             | 130             | 157             | 122             | 112             | 102             | 114             | 94              | 107             | 84              | 107             | 122             | 1377            |
| --------------------- | --------------- | --------------- | --------------- | --------------- | --------------- | --------------- | --------------- | --------------- | --------------- | --------------- | --------------- | --------------- | --------------- |
| Джерело: Weatherbase  |                 |                 |                 |                 |                 |                 |                 |                 |                 |                 |                 |                 |                 |

## Демографія
Згідно з переписом 2010 року, у місті мешкало 15 650 осіб у 5711 домогосподарстві у складі 3841 родини. Густота населення становила 402 особи/км².  Було 6609 помешкань (170/км²).
Расовий склад населення:
| - 73,3 % — білих - 6,8 % — чорних або афроамериканців - 1,7 % — азіатів - 0,5 % — корінних американців - 0,2 % — вихідців з тихоокеанських островів - 14,5 % — осіб інших рас |

До двох чи більше рас належало 2,9 %. Частка іспаномовних становила 25,0 % від усіх жителів.
За віковим діапазоном населення розподілялося таким чином: 27,6 % — особи молодші 18 років, 60,4 % — особи у віці 18—64 років, 12,0 % — особи у віці 65 років та старші. Медіана віку мешканця становила 33,2 року. На 100 осіб жіночої статі у місті припадало 96,0 чоловіків;  на 100 жінок у віці від 18 років та старших — 93,5 чоловіків також старших 18 років.
Середній дохід на одне домашнє господарство  становив 50 307 доларів США (медіана — 34 814), а середній дохід на одну сім'ю — 55 995 доларів (медіана — 36 980). Медіана доходів становила 32 001 долар для чоловіків та 32 320 доларів для жінок. За межею бідності перебувало 24,3 % осіб, у тому числі 35,1 % дітей у віці до 18 років та 11,6 % осіб у віці 65 років та старших.
Цивільне працевлаштоване населення становило 6587 осіб. Основні галузі зайнятості: виробництво — 29,5 %, освіта, охорона здоров'я та соціальна допомога — 14,7 %, роздрібна торгівля — 9,9 %, будівництво — 9,0 %.